# رافائيل لوكس
رافائيل لوكس (بالألمانية: Raphael Laux)‏ هو لاعب كرة قدم ألماني في مركز حراسة المرمى، ولد في 22 أبريل 1991 في ألمانيا. لعب مع فيهين فيسبادن.

## وصلات خارجية
- رافائيل لوكس على موقع قاعدة بيانات كرة القدم.إي يو (الإنجليزية)
- رافائيل لوكس على موقع Soccerway.com (الإنجليزية)
- رافائيل لوكس على موقع عالم كرة القدم.نت (الإنجليزية)